# شیر انبساط گرمایی

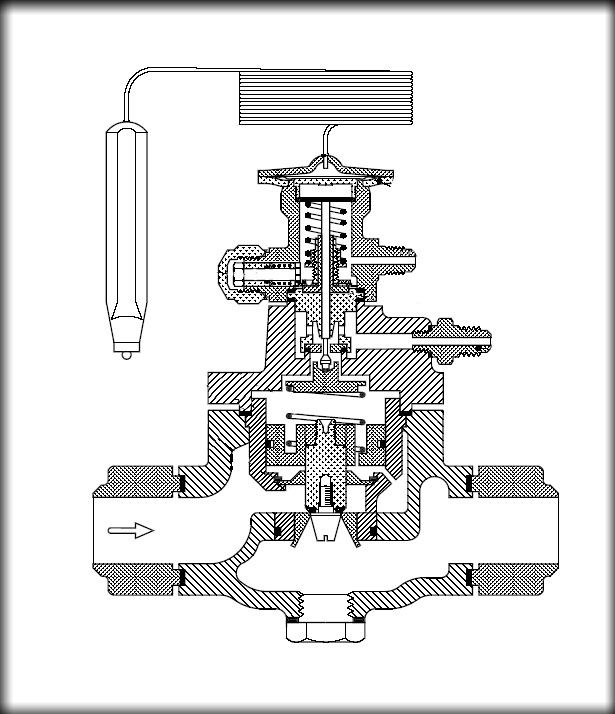
شیر انبساط ترموستاتیک

شیر انبساط گرمایی(به انگلیسی: Thermal expansion valve) و (مخفف انگلیسی: TEV, TXV, or TX valve) بخشی از سامانه تهویه مطبوع و یخچال (سازه)ها می‌باشد که وظیفه کنترل میزان سیال کاری ورودی به تبخیرکننده برای تنظیم سیال فوق گرم خروجی از تبخیرکننده را برعهده دارد. چگونگی عملکرد آن به بدین صورت که مثلاً زمانی‌که دمای تبخیرکننده افزایش می‌یابد فشار سیال کاری افزایش می‌یابد در نتیجه به سوزن شیر فشار آورده پایین رفته و به این صورت جریان سیال بیشتری وارد تبخیرکننده شده و گرما بیشتری جذب کرده و منجر به خنک شدن سیال و سوزن دوباره بالا میرود. شیر انبساط گرمایی یک کنترل‌گر مکانیکی است.